# Nina Kapțova
Nina Aleksandrovna Kapțova (în rusă Нина Александровна Капцова; născută la 16 octombrie 1978) este o prim-balerină rusă care lucrează în trupa Baletului Bolșoi (Mare). A devenit cunoscută la nivel mondial pentru rolurile sale din Frumoasa din pădurea adormită, Spărgătorul de nuci, Lacul lebedelor, Romeo și Julieta și altele.

## Biografie
Nina Kapțova s-a născut la 16 octombrie 1978 la Rostov pe Don, în Rusia. A studiat baletul la Academia de Coregrafie din Moscova (Московская академия хореографии), sub conducerea profesoarei Sofia Golovkina, Artistă a Poporului URSS. După absolvirea Academiei cu onoruri în 1996, a fost acceptată în trupa Teatrului Bolșoi, unde a avut-o ca profesoară pe Marina Kondratieva, din anul 2009-2010 pe Nina Semizorova. 
Prima sa apariție a fost în rolul unui cupidon în Don Quijote în 1997 și în același an a jucat una din zâne în baletul Frumoasa din pădurea adormită, care a fost produs de Iuri Grigorovici.
În 1998, a jucat din nou în Frumoasa din pădurea adormită, de data aceasta în rolul slujnicei de onoare, iar în același an a jucat ca Gumpe în La Bayadère, produs și de Iuri Grigorovici. În 1999, a apărut ca Maria în spectacolul Spărgătorul de nuci, care a fost produs tot de Grigorovici, și în același an a jucat în Lacul lebedelor. În 2000 și 2004, Nina Kapțova a jucat iar în Frumoasa din pădurea adormită, mai întâi ca prințesa Aurora și apoi ca prietenă a prințului. În același an, a avut câteva roluri solo, inclusiv cele din Mozartiana și The Limpid Stream (Светлый ручей), în care a jucat rolul Zinei.
În 2006, ea a apărut ca Șirin (Ширин) în Legenda iubirii (Легенда о любви) și în același an a jucat rolul Ritei în Epoca de Aur (Золотой век). În 2007, a jucat în Lecția lui Eugen Ionescu, iar în 2008 a apărut în baletul romantic La Sylphide  de Herman Severin Levenskiold, în Spărgătorul de nuci de Piotr Ilici Ceaikovski și în  baletul de lungă durată în patru acte Flames of Paris (Пламя Парижа), în care a jucat rolul Adelinei. În 2009, a jucat în opere precum Dama de pică, în care a interpretat-o pe Liza și a jucat rolul principal în lucrarea lui Arthur Goring Thomas, Esmeralda.

## Premii
Nina Kapțova este o Laureată a proiectului internațional „Nume noi”. În 2008 a câștigat premiul Benois de la Dance pentru rolul său în baletul Spărgătorul de nuci și în 2017 pentru Doar puțin împreună (Совсем недолго вместе).  În 2001, a primit distincția Ministerului Culturii al Federației Ruse „pentru realizări în cultură”. În 2010, ea a primit titlul de Artistă de Onoare a Federației Ruse.

## Roluri
- Adam, Giselle – Giselle
- Adam, Le Corsaire – Gulnara
- Asaf, Flames of Paris – Adeline, Mirelle de Poitiers
- Balanchine, Jewels – Emeralds, Rubies and Diamonds (leading part)
- Beethoven and Richter, Short Time Together
- Chopin, Lady of the Camellias – Marguerite Gautier
- Debussy. Afternoon of a Faun – Soloist
- Delerue, The Lesson – Pupil
- Delibes, Coppélia – Swanilda
- Demutsky, A Hero of Our Time - Princess Mary
- Demutsky, Nureyev - Margot
- Desyatnikov, Lost Illusions - Coralie
- Gavrilin, Annie – Annie
- Glass, In the Upper Room – Soloist
- Gottschalk, Tarantella – Soloist
- Herold, Vain Precautions – Liza
- Khachaturian, Spartacus – Phrygia
- Levenshell, La Sylphide – La Sylphide
- Melikov, Legend of Love - Shireen
- Mendelssohn-Bartholdy and Ligeti, A Midsummer Night's Dream – Elena
- Minkus, Don Quixote – Kitri, Amur
- 'Mozart, Phantasy on the Casanova – Lady
- Prokofiev, Romeo and Juliet – Juliet
- Prokofiev, Ivan the Terrible - Anastasia
- Pugni, Esmeralda – Esmeralda
- Pugni, The Pharaoh's Daughter – Ramzea
- Rachmaninov, Paganini – Muze
- Shostakovich, The Bright Srteam – Zina
- Shostakovich, The Golden Age – Rita (Margo)
- Shostakovich, The Taming of the Shrew - Bianca
- Stravinsky, Petrushka – Ballerina
- Stravinsky, Agon
- Tchaikovsky, Pas de Deux
- Tchaikovsky, Les Presages – Frivolity, Passion
- Tchaikovsky, Mozartiana – Soloist
- Tchaikovsky, Pique Dame – Liza
- Tchaikovsky, The Nutcracker – Marie
- Tchaikovsky, The Sleeping Beauty – Princess Aurora, Princess Florine
- Tchaikovsky, Swan Lake – Odetta/Odilie
- Tchaikovsky, Onegin - Tatiana